# Langdon Hills
Langdon Hills est un village et une ancienne paroisse civile de l'Essex, en Angleterre.